# Cerkev Marijinega oznanjenja, Dolnji Senik
Cerkev Marijinega oznanjenja (madžarsko Alsószölnöki Gyümölcsoltó Boldogasszony-templom, prekmursko Cirkev Ceplene Marije) leži v kraju Dolnji Senik v Porabju na Madžarskem. Ta cerkev je najmlajši sakralni objekt v Porabju. Na Dolnjem Seniku je mešano prebivalstvo, v vasi živijo Slovenci, Nemci in Madžari, zato so bile svete maše vedno v madžarščini.

## Zgodovina
Dolnjeseniško cerkev je dal zgradati Alajos Batthyány leta 1815, posvetil jo je škof Lipót Somogy 1816. Na pročelju cerkve piše: IN HOC LOCO GLORIETVR VIRGO et DEIPARA MARIA. Velike črke kažejo na letnico: MDCCCLLVVIIIII, 1815.
Verniki so pred tem molili v kapeli Marijinega rojstva, ki jo je leta 1764 dala zgraditi ena od grofic družine Batthyány. K maši pa so hodili v Svetem Martinu (Sankt Martin an der Raab) na Gradiščanskem.
Leta 1912 je župnik Jožef Sakovič dal sanirati cerkev in župnišče. Leta 1923 je župnik Mirko Lenaršič začel popravljati cerkevni stolp. Delo je končal leta 1928 Sakovič, ki je bil spet tu župnik. Za časa župnikovanja Vincenta Kosa (1925) so kupili dva zvonova, za katera je zbral denar Alojz Reinik. Pobudo za izgradnjo novega župnišča je dal József Tivadar.
Márton Tóth, ki je znal nemško, je te dogodke zapisoval v župnijsko kroniko.

## Križi, kipi in drugo
Marijin kip iz kapele so postavili na glavni oltar cerkve. Župnik Ivan Perša ga je zamenjal z manjšim kipom Brezmadežne Marije, ki še danes stoji tam. Kupil ga je v Gradcu.
Leta 1881 je vdova Lászla Karlovitza, Marija Techet podarila cerkvi dve veliki sliki v spomin na to, da so bili njuni trije sinovi krščeni v cerkvi.
Leta 1882 se je ob popravljanju orgel izvedelo, da jih je leta 1724 izdelal štajreski mojster Georg Mitterreytter. 1901 so kupili nove orgle iz pripevkov okoliških izobražencev.
Ob koncu vasi, na mestu najnovejšega železnega križa, ki ga je izdelal domači nemški kovač János Racker leta 1992, je stal najstarejši leseni križ v vasi. Postavila sta ga leta 1907 Franc Kozar in soproga Ana Mohap.
Z železno ograjo obdani kamniti križ pri hiši Franca Poteca je dal postaviti Anton Sorger (1913). Napis na njem je v prekmurščini in nemščini: „Hvalen bojdi Jezus Krisztus. Gelobt sei Jezus Kristus.”
Nasproti cerkve stoji kip svetega Florjana. Z zeležno ograjo obdani kamniti križ je leta 1947 dala postaviti družina Vugrinec.